# Base Aérea do Recife

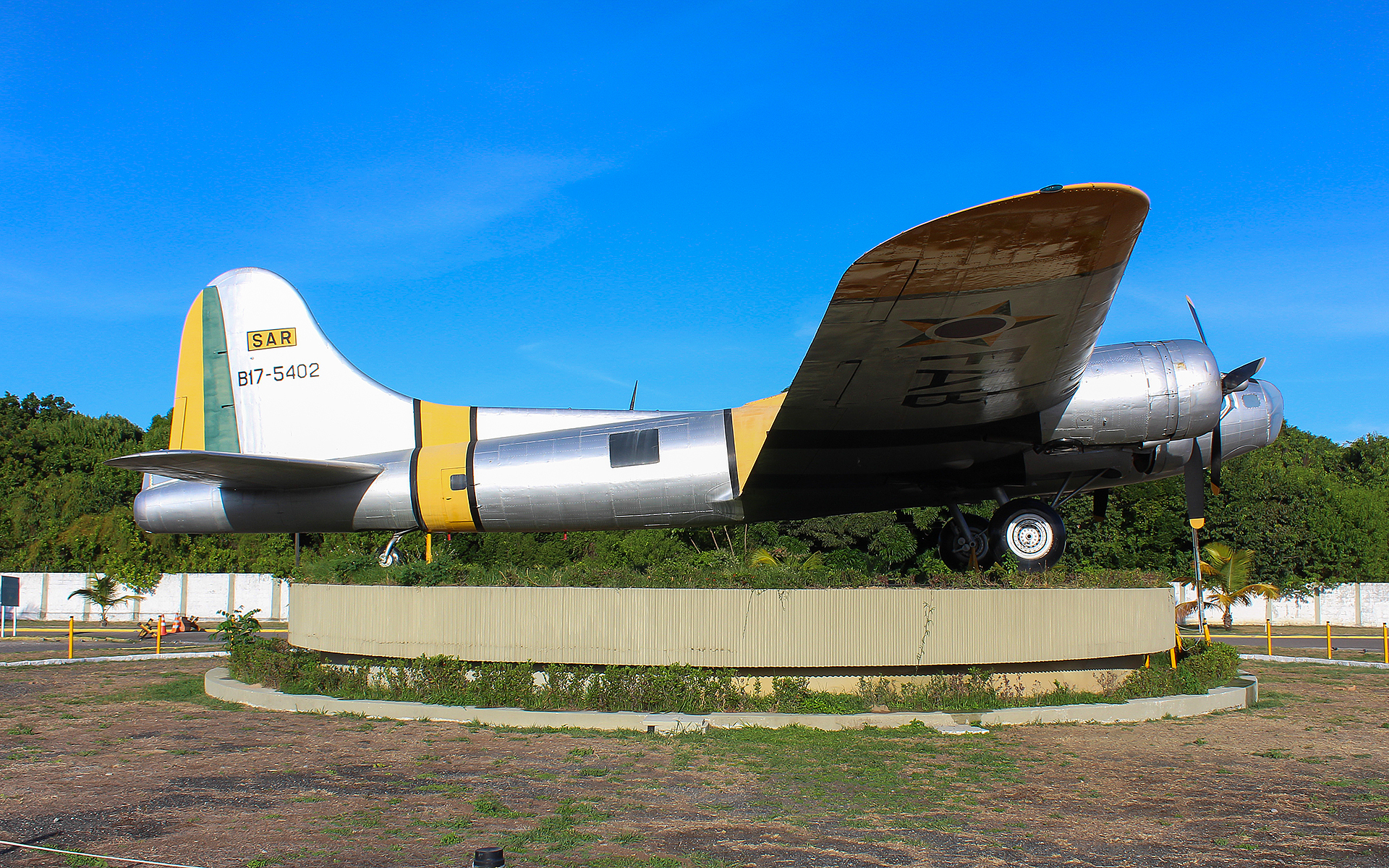
Boeing B-17G Fortaleza Voadora na Base Aérea de Recife (BARF)

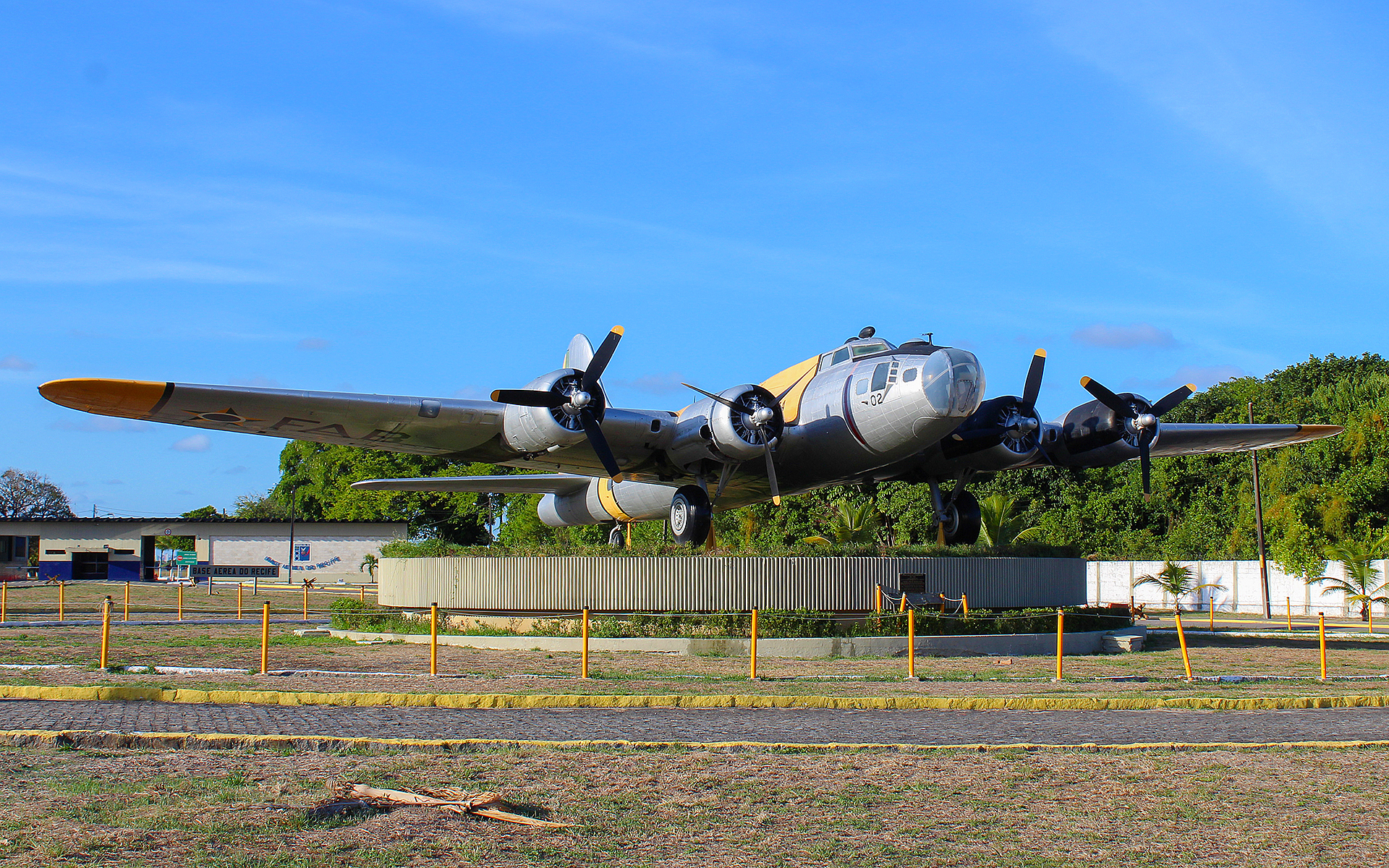
Boeing B-17G Fortaleza Voadora Boeing B-17G Fortaleza Voadora B-17 5402 Base Aérea do Recife

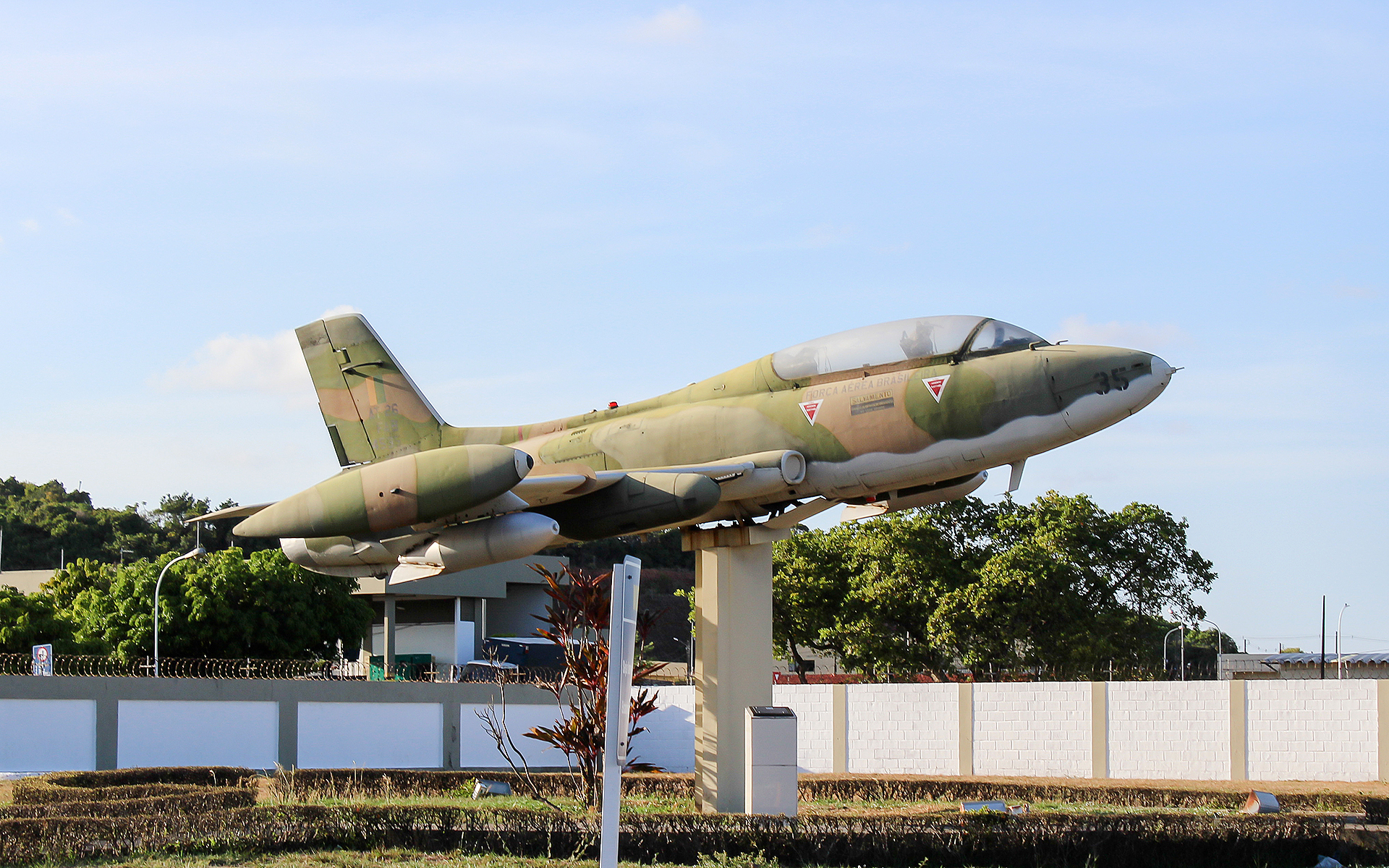
Embraer AT-26 Xavante FAB4535 Base Aérea de Recife (BARF)

A Base Aérea do Recife (BARF) foi uma base da Força Aérea Brasileira localizada na cidade de Recife, capital do estado de Pernambuco.

## História
Desde 1998 porta a insígnia da Ordem do Mérito Militar, concedida pelo presidente Fernando Henrique Cardoso.

## Unidades aéreas
Em 2005, operavam na Base Aérea do Recife as seguintes unidades da FAB:
- 2º Esquadrão de Transporte Aéreo (2º ETA), o Esquadrão Pastor, com aeronaves C-95 e C-95A (Embraer EMB-110 Bandeirante).